# Prielom Teplého potoka
Prielom Teplého potoka je zrušená přírodní památka v katastrálním území obce Liptovské Revúce v okrese Ružomberok v Žilinském kraji na Slovensku. Chráněné území bylo vyhlášeno v roce 1984 a jeho rozloha byla 20,94 hektaru. Předmětem ochrany byl geomorfologický útvar vytvořený erozní činností Teplého potoka v druhohorních vápencích, 180 metrů dlouhý a 20–40 metrů široký. Přírodní památka byla zrušena k 1. lednu 2024 a její území se stalo součástí zón národního parku Velká Fatra.